# Amos Supuni
Amos Supuni (Malawi, 1970 - Moçambique, dezembro de 2008) foi um escultor do Zimbabwe. 

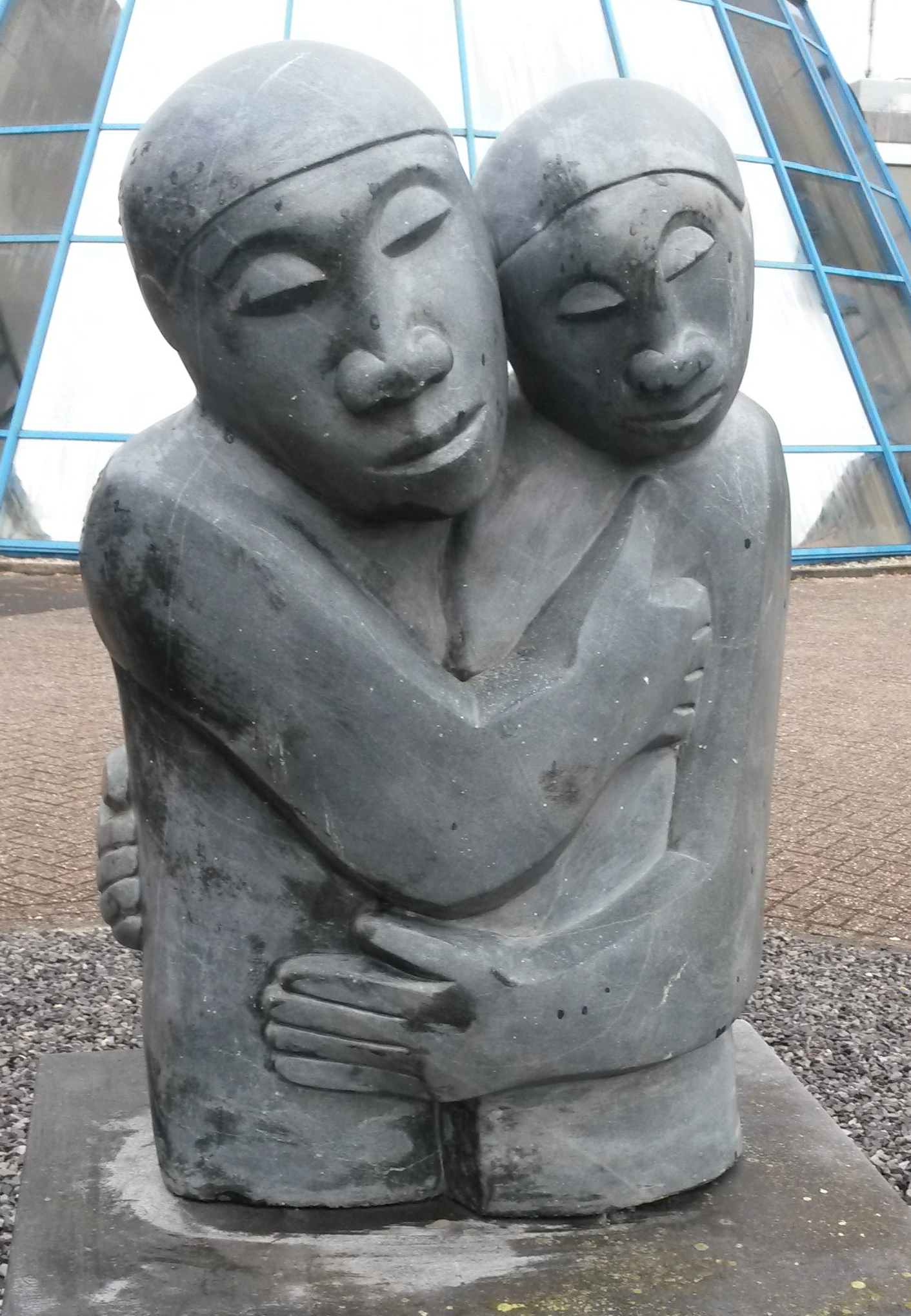
Reconciliação, estátua em Woerden.

## Biografia[1]
Os pais de Supuni se mudaram-se para Zimbabwe quando tinha dois meses de idade. 
Em 1989, Supuni se juntou a um grupo de jovens católicos em Tafara, nos arredores de Harare, onde ele obteve aulas de escultura de Tapfuma Gutsa. O grupo mais tarde mudou-se para Silvera House.
Em 1991, Supuni passou seis meses na Tanzânia dentro de um programa de intercâmbio cultural. Lá, ele aprendeu várias outras técnicas, tais como a tomada de impressão, corte do lino e gravura. Após seu regresso no Zimbabué, continuou o trabalho em Silvera Casa até 1996. Mais tarde, ele tornou-se artista-em-residência em Chapungu Sculpture Park.
Em 2002, Supuni foi para Utah para ensinar escultura em pedra.
Supuni morreu antes de seus quarenta anos e deixou uma viúva. Ele foi morto em busca de alimento para sua família no vizinho Moçambique. 

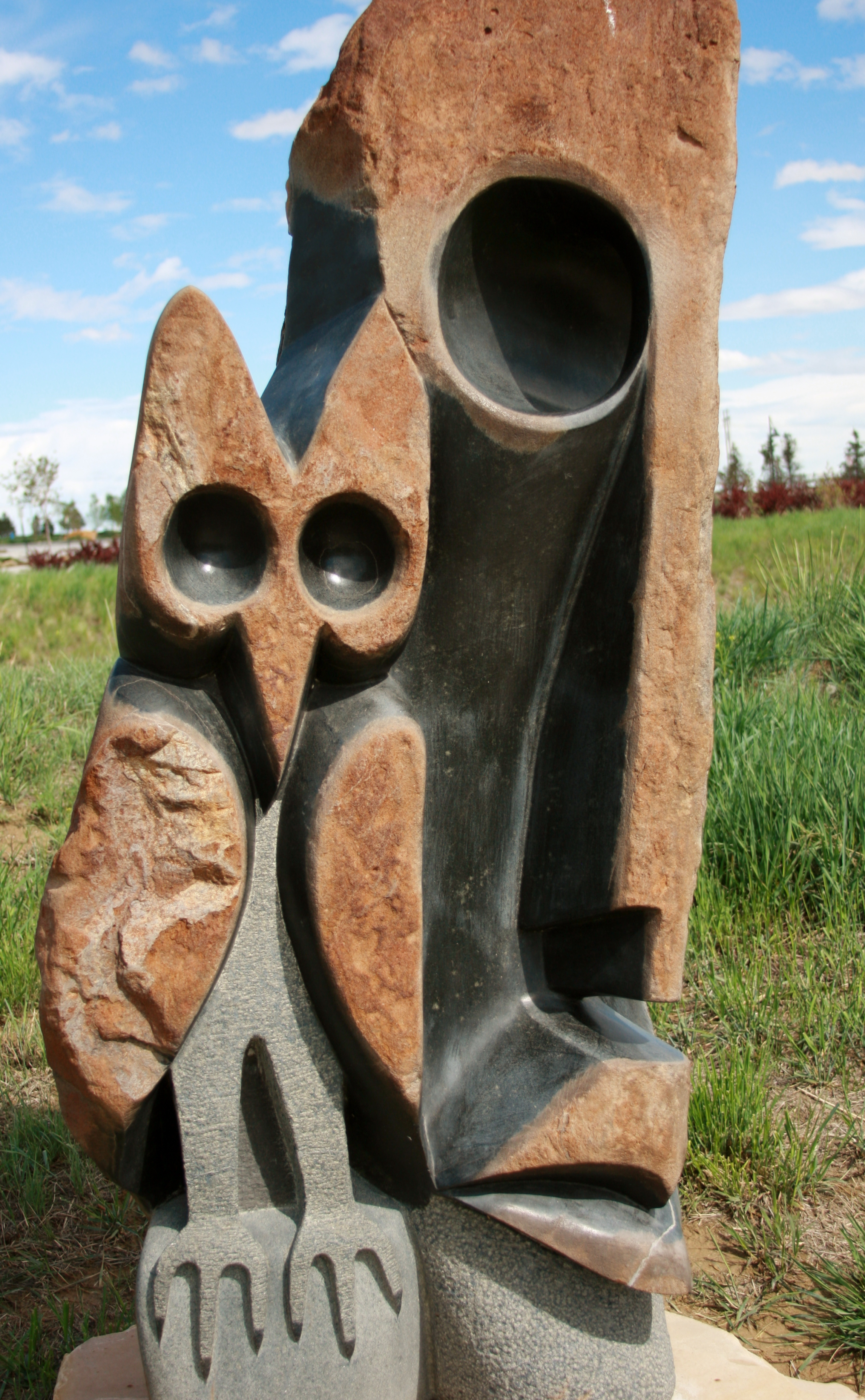
N'anga e sua coruja, por Amos Supuni. A noite, o N'anga (curandeiro) envia sua coruja para aprender os segredos da aldeia.

## Trabalho
Em seu trabalho Supuni refere-se a questões sociais contemporâneas relativas meninos de rua, sem-abrigo e da pobreza. Por outro lado, suas imagens demonstram mostrar alegria, como o orgulho de um pai, segurando seu filho recém-nascido. Além disso, ele usa ícones culturais em seu trabalho.
As esculturas de Supuni são feitas principalmente no disco Springstone, mas também usado mídia mista, como uma fusão de madeira, pedra e metal em seu trabalho Hwata (secretário pássaro), que foi exibido no aeroporto de Atlanta.